# Fényiloncafélék
A fényiloncafélék (Pyralidae) a valódi lepkék alrendjébe tartozó Heteroneura alrendág Pyraloidea öregcsaládjának névadó családja. Ebbe a rendszertani egységbe több, egyenként is sok fajból álló korábbi családot vontak össze – ezek a modern rendszertanokban alcsaládokként szerepelnek.

## Származásuk, elterjedésük
A taxonok többsége trópusi; Európában 4 hagyományos alcsaládjuk képviselőivel találkozhatunk. Magyarországon 3 hagyományos alcsalád 318 faja él (Mészáros, 2005).

## Megjelenésük
Imágóik legfeljebb közepes termetűek. Testük karcsú, törékeny. Elülső pár szárnyuk többé-kevésbé nyúlt, háromszög alakú. Lábaik megnyúlt járólábak.

## Életmódjuk
Több, ismert kártevő tartozik a családba. Néhány faj életmódja különleges: így például a nagy viaszmoly méhviaszt rág, és ezzel gyakran egész kaptárakat tesz tönkre. A legtöbb faj imágója éjjel aktív.

## Rendszertani felosztásuk
A rendkívül fajgazdag családot hagyományosan öt alcsaládra és számos további, alcsaládba be nem sorolt nemre bontják. A modern rendszertanokban már húsz alcsalád szerepel.
Ismertebb kártevők:
- lisztmoly (Anagasta kuehniella avagy Ephestia kuehniella);
- aszalványmoly (Plodia interpunctella);
- kukoricamoly (Ostrinia nubilalis);
- készletmoly (Ephestia elutella).

Magyarországon védett faj:
- cifra fényilonca (Palmitia massilialis) természetvédelmi értéke: 2000 Ft.